# Тогатон
Тогатон — річка на північному заході Камчатського краю в Росії .
Довжина річки — 24 км. Протікає територією Тигільського району Камчатського краю, впадає в Охотське море.
Названа річки за іменем коряка, який проживав біля річки.

## Дані водного реєстру
За даними державного водного реєстру Росії відноситься до Анадир-Колимського басейнового округу.
За даними геоінформаційної системи водогосподарського районування території РФ, підготовленої Федеральним агентством водних ресурсів:
- Код водного об'єкта в державному водному реєстрі — 19080000112120000037720
- Код за гідрологічною вивченістю (ГВ) — 120003772
- Номер тому з ГВ — 20
- Випуск за ГВ — 0